# HK79
Heckler & Koch HK79 — подствольный гранатомёт, сконструирован фирмой Heckler & Koch.

## Описание
HK-79 является подствольным гранатомётом. Он однозарядный и имеет нарезной ствол, который крепится к раме гранатомёта, рычаг взведения ударника, предохранитель и складной целик. Слева расположена спусковая клавиша. НК79 присоединяется к винтовке и является её цевьём.